# 小普羅霍德
50°13′50″N 36°20′25″E / 50.23056°N 36.34028°E
小普羅霍德（烏克蘭語：Малі Проходи）是位於烏克蘭東部的村莊，由哈爾科夫州哈爾科夫區的德爾哈奇市鎮負責管轄。該村始建於1680年，面積1.3平方公里，海拔高度152米，2001年人口401，人口密度每平方公里308.5人。